# 雄物川
雄物川（おものがわ）は、秋田県を流れている一級河川。雄物川水系の本流。秋田県の南半分が流域である。

## 地理
湯沢市と山形県最上郡真室川町の県境付近にある大仙山が源であり、十分一沢川と南沢川が合流して雄物川になる。穀倉地帯である横手盆地を北へ流れ、大仙市大曲で玉川が合流する付近から流路を西寄りに変える。出羽丘陵のやや狭搾した場所を蛇行しながら北西に向かい、秋田市に入り平野部に出ると秋田市街の南部を流れ、秋田市新屋町で日本海に注ぐ。
本流筋にはダムが無いため、大雨が降ると水嵩が急増するが夏季の渇水期にはかなり減る。堰などの河川施設が少ないのでカヌーが利用できる。船着き場なども整備されている。
大仙市にある「雄物川河川緑地」が、昭和62年度手づくり郷土賞（水辺の風物詩）受賞。角間川地区の「河港のまち角間川ルネサンス ～雄物川舟運の歴史文化を活かしたまちづくり～」が令和2年度同賞受賞。

## 生物
流域には自然が多く残り、上流域ではイワナ、ヤマメが、中流から下流にかけてはウグイ、ヤリタナゴ、ブラックバスなどがそれぞれ優占するなど多くの淡水魚類が生息する。シーバスなど海域から遡上する種も多く、また、絶滅が危惧されるゼニタナゴの分布北限は当流域にある。

## 歴史
天長7年1月3日（ユリウス暦830年1月30日）の地震と思われる未確定な事象により、「秋田河の水涸れて溝の如くなり、添河・覇別の河岸崩れ、川を塞ぎ、河水氾濫」との記録に現れるのが初見で、この「秋田河」が雄物川に比定されている（茅野一郎・宇津徳治, 1987, 日本の主な地震の表, 地震の事典, 朝倉書店）。同様に「添河」は旭川に、「覇別」は太平川に比定されている。
明治期に奥羽本線が全通するまで水運が盛んに行われ、上り舟は海産物などを、下り舟は米など農産物を主な積み荷とした。角間川、刈和野（いずれも現在の大仙市）などには、大きな河岸場があった。古くは「大川」とも呼ばれていたが、御物（年貢米）を運んだことから「御物川」「御貢川」などと呼ばれ、これが転じて「雄物川」になったという。江戸時代には久保田藩と亀田藩との間で、雄物川水運への課税をめぐる紛争がたびたび発生している（雄物川一件）。
かつては土崎港（秋田港）内に河口があったが、洪水防止のため大正から昭和にかけて大改修が行われ、1938年（昭和13年）に雄物川放水路が河辺郡新屋町（現在の秋田市勝平地区）に作られた。旧雄物川は秋田運河となり、水位が下がって新たに生じた土地は開拓され住宅地・工業地帯となった。国道7号・国道13号（秋田北バイパス）もかつての水域を通っている。
1947年（昭和22年）8月1日の集中豪雨により増水。被害多数。この直後の8月14日、昭和天皇の戦後巡幸があり、天皇が中川原橋付近で、水害復旧のための橋梁修理などに従事した人々に慰労、激励の言葉をかける場面があった。
1983年（昭和58年）5月26日の日本海中部地震の際には、津波が雄物川河口から逆流したうえ、旧河口を中心に液状化現象が発生する被害が出た。

## 支流・分流

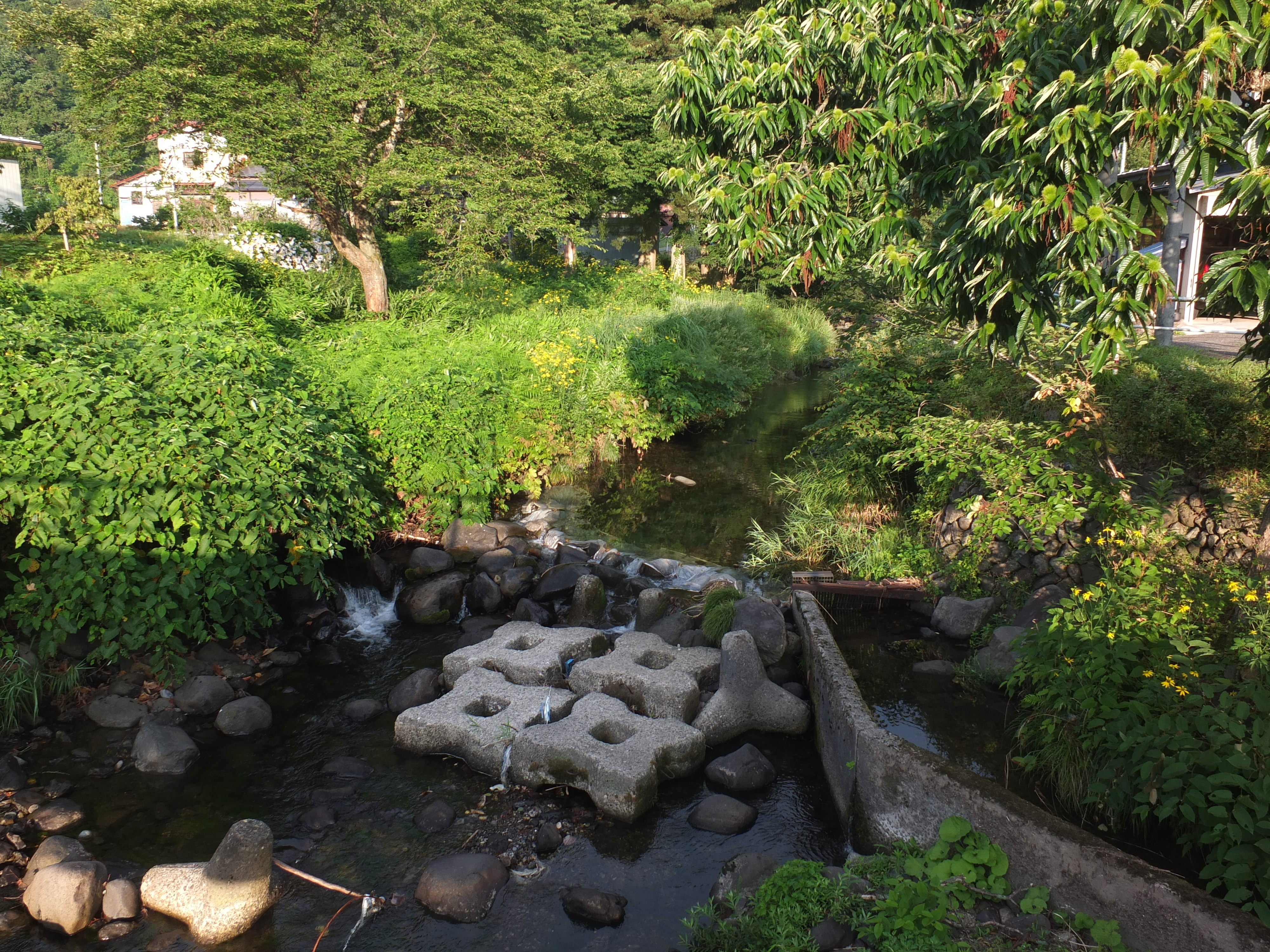
十分一沢川

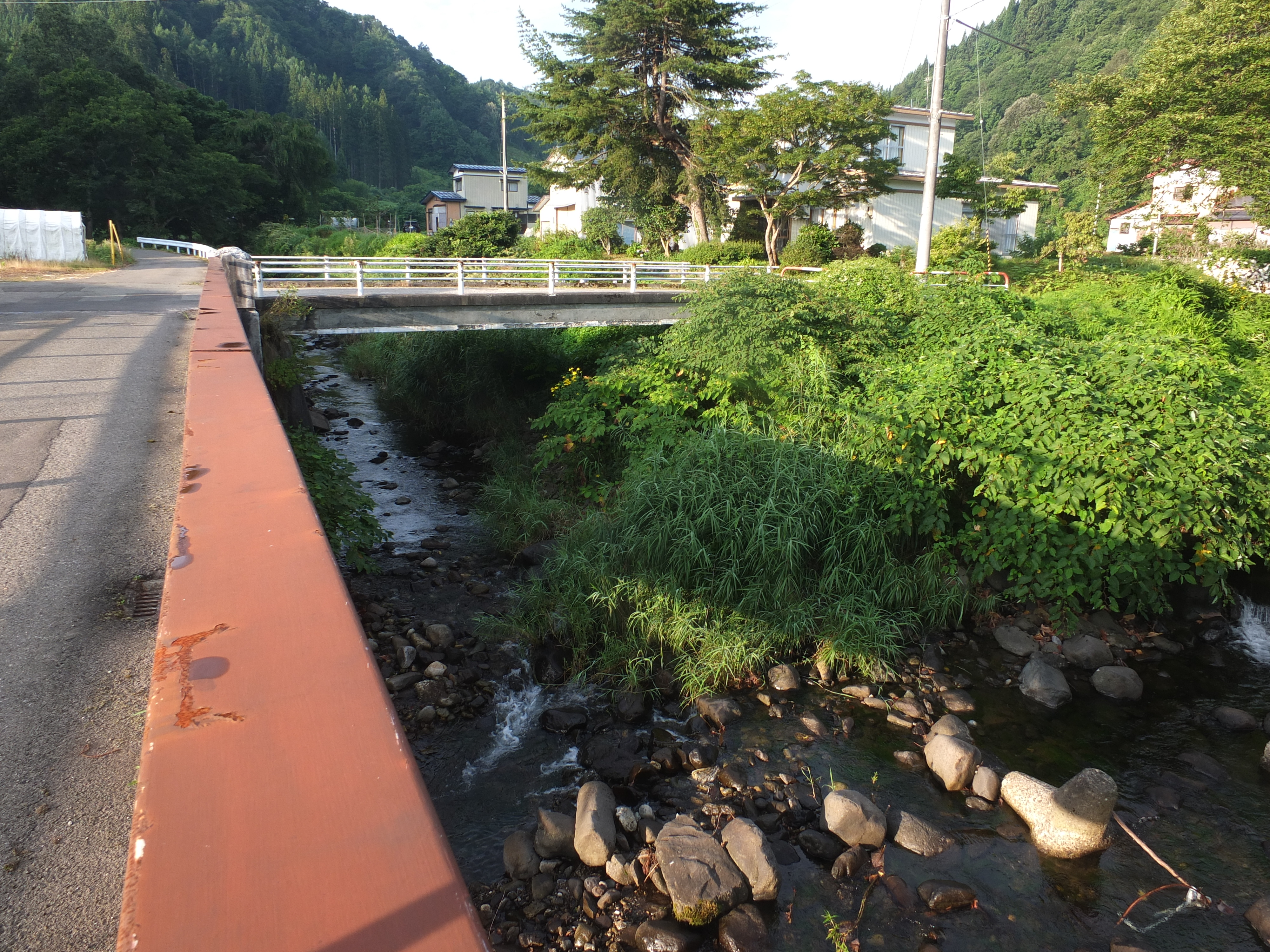
南沢川

- 十分一沢川・南沢川 - 合流点から下流が雄物川と呼ばれる
- 山ノ田沢川
- 雄勝川
- 松根川
- 湯ノ沢川
- 役内川
- 高松川
- 白子川
- 皆瀬川
  - 黒沢川（駒形黒沢川）
  - 成瀬川
- 西馬音内川
- 新町川
- 横手川
  - 黒沢川（山内黒沢川）
- 丸子川
- 玉川
  - 桧木内川
  - 生保内川
- 楢岡川
- 淀川
  - 荒川
- 岩見川
  - 三内川
- 旧雄物川（秋田運河）
  - 旭川
  - 草生津川
  - 新城川

## 橋梁
- 長倉橋[6]
- 院内1号橋（国道108号）[6]
- 晩成橋[6]
- 中乃橋（秋田県道278号雄勝湯沢線）[6]
- 愛宕橋
- 常盤橋[6]
- 桂川橋[6]
- 岩館橋[6]
- 泉沢橋
- 酒蒔橋（秋田県道311号羽後雄勝線）
- 上の宿橋
- 中川原橋（秋田県道278号雄勝湯沢線）
- 文月橋
- 柳田橋（国道398号）
- 京塚橋
- 今泉橋（秋田県道57号十文字羽後鳥海線）
- 新雄物川橋（国道107号、本荘街道）
- 沼館橋（秋田県道48号横手東由利線）
- 大上橋（秋田県道29号横手大森大内線）
- 雄物川第一橋（秋田自動車道）
- 大川橋（秋田県道71号大曲横手線）
- 大曲南大橋（国道105号大曲西道路）

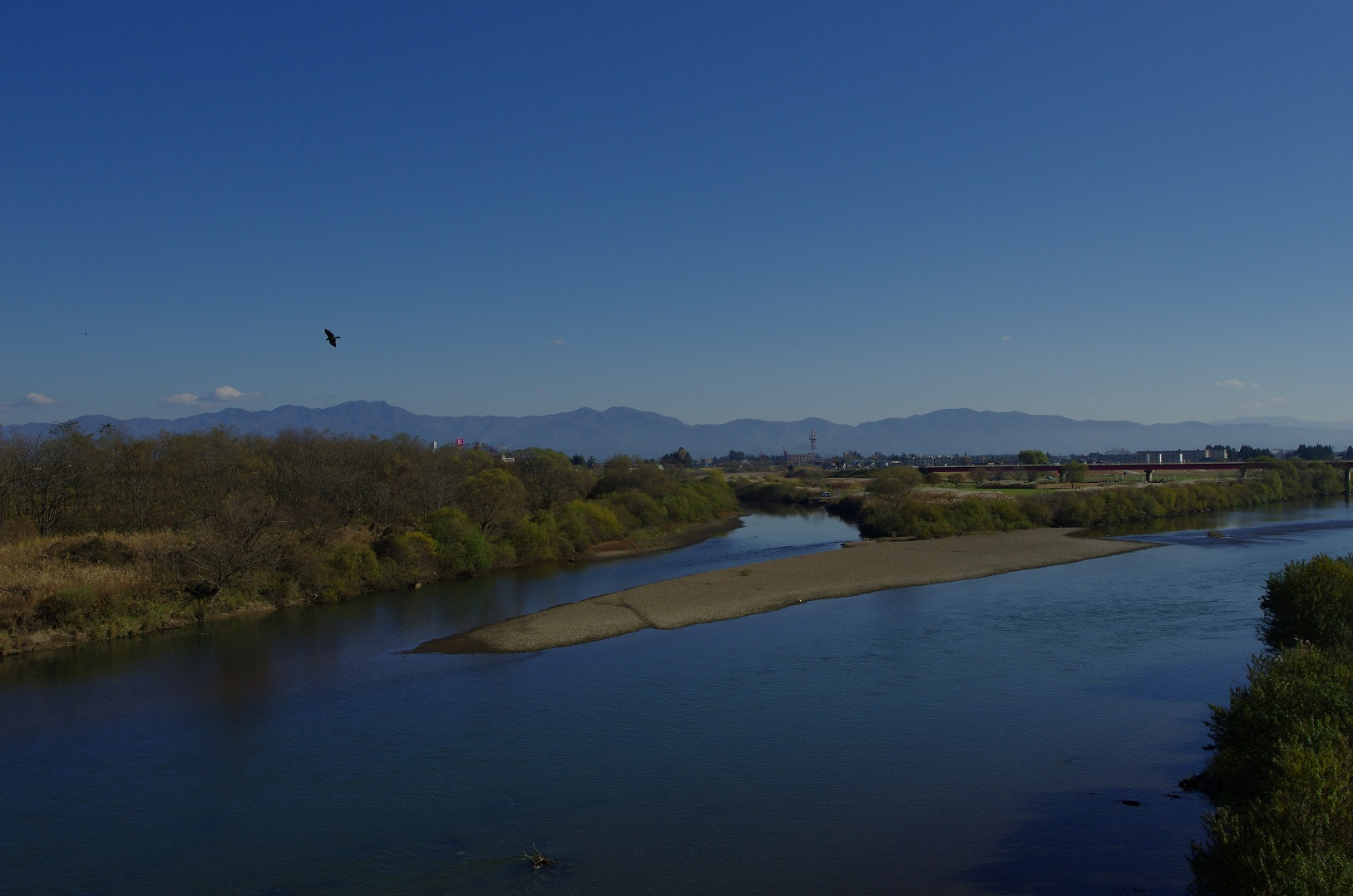
大曲大橋より上流方向（向かって右側に大曲橋が確認できる）

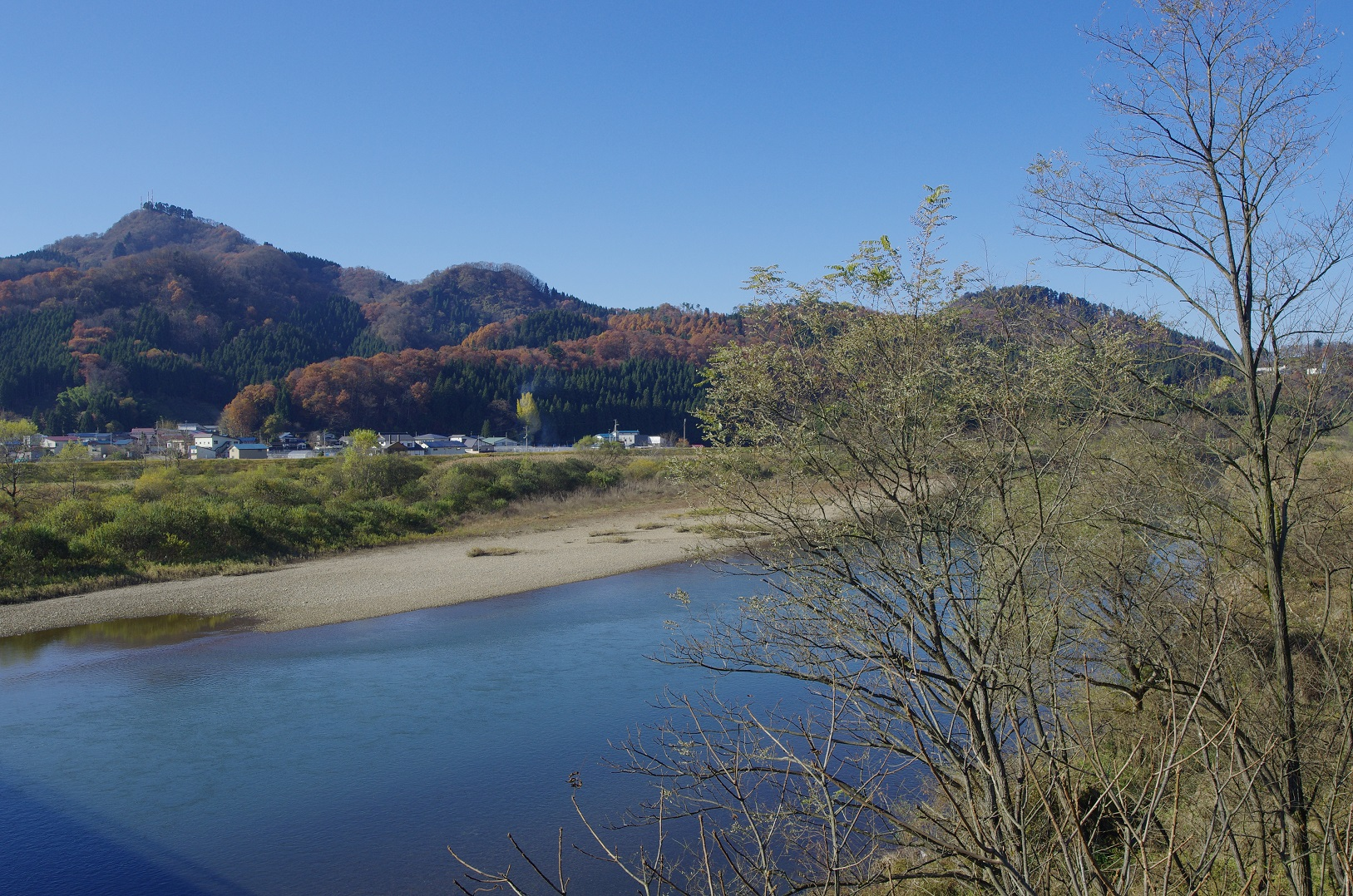
大曲大橋上より大平山と雄物川

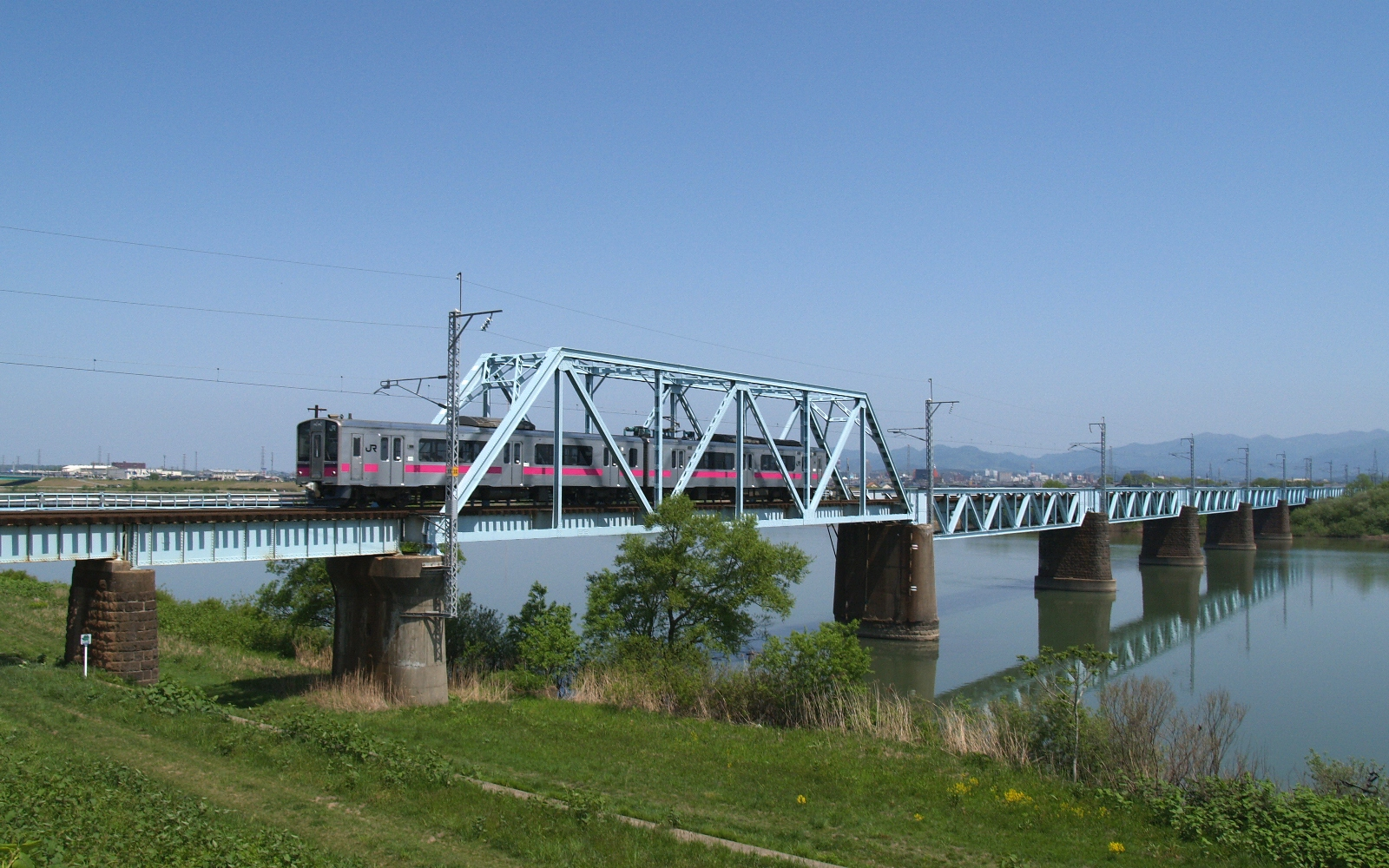
雄物川橋梁

- 大曲花火大橋（秋田県道36号大曲大森羽後線）[7]
- 姫神橋
- 大曲大橋（国道105号）
- 岳見橋（秋田県道30号神岡南外東由利線）
- 刈羽野橋（秋田県道10号本荘西仙北角館線）
- 雄物川第二橋（秋田自動車道）
- 強首橋（秋田県道113号淀川北野目線）
- 福部羅橋（秋田県道149号土淵杉山田線）
- 協雄大橋
- 新波橋（国道341号）
- 中川橋
- 水沢橋（秋田県道9号秋田雄和本荘線）
- 黒瀬橋（秋田県道65号寺内新屋雄和線）
- 雄物川橋（日本海沿岸東北自動車道）
- 秋田南大橋
- 雄物川橋梁（JR羽越本線）
- 秋田大橋（秋田県道56号秋田天王線）
- 雄物新橋（秋田県道65号寺内新屋雄和線）
- 雄物大橋（国道7号秋田南バイパス）

## 流域の自治体
秋田県
湯沢市、雄勝郡羽後町、横手市、大仙市、秋田市